# La Grand-Croix
La Grand-Croix este o comună în departamentul Loire din sud-estul Franței. În 2009 avea o populație de 5.073 de locuitori.

## Evoluția populației
| An        | 1975  | 1982  | 1990  | 1999  | 2006  | 2009  |
| --------- | ----- | ----- | ----- | ----- | ----- | ----- |
| Populație | 5.088 | 5.125 | 4.983 | 4.962 | 4.954 | 5.073 |